# マグニトゴルスク
座標: 北緯53度25分 東経58度58分 / 北緯53.417度 東経58.967度

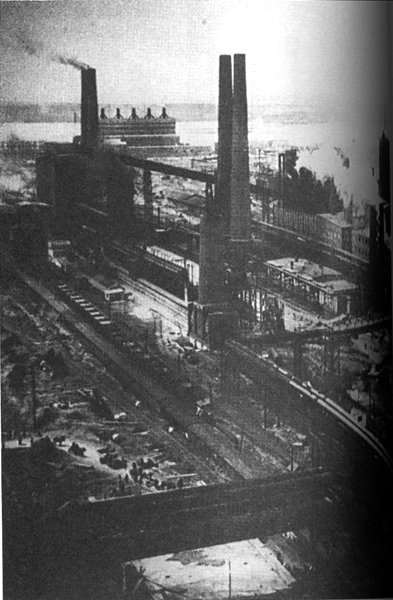
1930年頃の製鉄所

マグニトゴルスク（ロシア語: Магнитого́рск, ラテン文字転写: Magnitogorsk ロシア語発音: [məɡnʲɪtɐˈɡorsk]）はロシア連邦チェリャビンスク州の都市。人口は約41万人（2021年）。ウラル山脈南部の東麓に位置し、町はウラル川の両岸に広がる。

## 概要
市名を訳すと、磁石山岳市。ほぼ純粋な鉄鉱石でできたマグニトナヤ山にちなんで命名された。多くの鉄鋼コンビナートがあり、ロシア連邦の鉄鋼業の中心の一つである。
2002年の住民の81.5%がロシア人。そのほか、ウクライナ人（4.3%）、タタール人（6.4%）、バシキール人（2.8%）など。

## 歴史
18世紀のおわりごろに鉄鉱床が発見された。1929年6月に冶金工場（マグニトゴルスク製鉄所）が建設される。1931年に都市として登録される。1930年代に、スターリンによる五カ年計画によって急速に発展し、大規模な工場を中心にモノゴロドを形成した。かつては閉鎖都市であったが、ペレストロイカ以降は解放された。
かつて世界最大の製鉄所があるなど豊富な鉱量を有していたが、近年は涸渇しつつある。

## 教育と文化
マグニトゴルスクには、マグニトゴルスク国立工科大学とマグニトゴルスク国立音楽院の2つの大学がある。劇場は、プーシキン劇場、人形劇、バレエ・歌劇場の三つがある。それ以外には、管弦楽団、美術館、郷土史博物館もある。

## 交通
- マグニトゴルスク国際空港（隣接するバシコルトスタン共和国に位置する）
- 南シベリア鉄道（ロシア語版）
- マグニトゴルスク市電